# Щербаченя, Павел Дмитриевич
Павел Дмитриевич Щербаченя (бел. Павел Дзмітрыевіч Шчарбачэня; род. 21 июня 1996, Солигорск, Минская область) — белорусский футболист, вратарь клуба «Макслайн».

## Карьера

### Молодёжная карьера
Воспитанник копыльской СДЮШОР, затем перешёл в структуру солигорского «Шахтёра». В 2013 году стал выступать в дублирующем составе солигорского клуба. Позже подтягивался к играм с основной командой в роли третьего резервного вратаря. Однако за основную команду так и не дебютировал.

### «Сморгонь»
В августе 2016 года отправился в аренду в «Сморгонь». Дебютировал за клуб 20 августа 2016 года в матче против «Смолевичей», отстояв игру без пропущенных мячей. Единственный проигранный матч сыграл 25 сентября 2016 года против «Орши», пропустив 5 голов. Сам же футболист закрепился в основной команде, став ключевым вратарём. В общей сложности провёл за клуб 11 матчей, в 6 из которых сохранил свои ворота не тронутыми. По окончании аренды перешёл в клуб на постоянной основе. Первоначально начинал новый сезон 2017 года как основной вратарь, позже перестал появляться в заявке основной команды, в конце сезона покинув клуб по причине службы в Воинских Силах Республики Беларусь, проходя срочную военную службу. Таким образом отдавая долг Родине Павел участвовал в первенстве  Второй Лиги «Молодечно-ДЮСШ-4», где закрепился в роли основного вратаря

### «Лида»
В феврале 2019 года перешёл в «Лиду». Начинал сезон на скамейке запасных в роли запасного вратаря. Дебютировал за клуб 20 июля 2019 года в матче против «Орши». Затем закрепился в основной команде, проведя вторую половину чемпионата в роли основного вратаря.

### «Сморгонь»
В декабре 2019 года вернулся в «Сморгонь». Первый матч сыграл 18 апреля 2020 года против речицкого «Спутника». Стразу же стал основным вратарём. Провёл за клуб все 26 матча в чемпионате, из которых 10 матчей сохранил свои ворота нетронутыми. По итогу сезона клуб занял 6 место в турнирной таблице, однако получил приглашение в Высшую Лигу.
Дебютировал в Высшей Лиге 13 марта 2021 года против «Энергетика-БГУ». По ходу сезона продолжил быть основным вратарём клуба. Провёл за клуб 20 матчей, в которых пропустил 41 гол во всех турнирах. По итогу занял с клубом предпоследнее 15 место в турнирной таблице чемпионата и вылетел назад в Первую Лигу. Первоначально оставался в клубе, однако затем покинул его.

### «Шахтёр» Петриков
В феврале 2022 года перешёл в петриковский «Шахтёр». Дебютировал за клуб 9 апреля 2022 года против новополоцкого «Нафтана». Закрепился в основной команде клуба, став основным вратарём. По итогу сезона стал бронзовым призёром Первой Лиги. Также поделил 1 место в чемпионате по количеству сухих матчей, которых у футболиста 11, с Игорем Довгялло. В январе 2023 года футболист покинул клуб.

### «Кыран»
В начале 2023 года футболист тренировался с «Слуцком», однако клубу было запрещено подписывать контракт по решению Министерства Спорта. В апреле 2023 года футболист перебрался в казахстанский клуб «Кыран». Дебютировал за клуб 21 апреля 2023 года в матче против клуба «Арыс». На протяжении всего сезона футболист выступал в клубе в роли основного вратаря, вместе с которым закончил чемпионат на итоговом пятом месте.

### «Макслайн»
В феврале 2024 года футболист на правах свободного агента перебрался в витебский «Макслайн».